# Lee Morgan
Pour les articles homonymes, voir Morgan.
Ne pas confondre avec l'acteur, réalisateur et scénariste américain Lee Moran (1888-1961).
Lee Morgan (né à Philadelphie le 10 juillet 1938, mort à New York le 19 février 1972) est un musicien de jazz américain. Il est l'un des représentants majeurs du courant hard bop.

## Biographie
Lee Morgan commence sa carrière dans l'orchestre de Dizzy Gillespie à l'âge de 18 ans. Il y reste durant deux ans. En 1956 il commence à enregistrer en tant que leader, principalement pour le label Blue Note. Il enregistre près de 25 albums pour ce label.
Ses influences principales sont Clifford Brown et Dizzy Gillespie.
Il apparaît également dans divers album de Hank Mobley, John Coltrane (Blue Train), les Jazz Messengers d'Art Blakey, Jimmy Smith, Wayne Shorter et Andrew Hill. Il est devenu célèbre grâce à son album The Sidewinder en 1963. Dans ses albums en tant que leader, il a joué avec les plus grands musiciens de hard bop : Wayne Shorter, Joe Henderson ou Jackie MacLean au saxophone ; Bobby Timmons ou McCoy Tyner au piano ; Art Blakey et Billy Higgins à la batterie…
Son style est très caractéristique du son Blue Note des années 1960 : un quintet composé en général d'une trompette, d'un saxophone ténor (plus rarement alto ou baryton), d'un piano, d'une contrebasse et d'une batterie ; un son funky, un style soul jazz. Sous bien des aspects, Lee Morgan représente le type même du musicien hard bop des années 1960.
Lee Morgan a été tué par sa femme. Un soir de concert, elle le trouva en compagnie d'une autre femme. Une dispute s'ensuivit, et elle le tua. En 2016, Kasper Collin a produit un documentaire, I Called Him Morgan, où Helen Morgan évoque ces événements ainsi que sa vie auprès de Lee Morgan.

## Discographie

### En tant que leader
- 1956 Lee Morgan Indeed! (en)
- 1956 Lee Morgan Sextet (en) (Lee Morgan Vol. 2)
- 1957 Lee Morgan Volume 3 (en)
- 1957 Candy (en)
- 1957 The Cooker (en)
- 1957 City Lights (en)
- 1960 Expoobident (en)
- 1960 Here's Lee Morgan (en)
- 1960 Leeway (en)
- 1962 Take Twelve (en)
- 1963 The Sidewinder
- 1964 Search for the New Land (en)
- 1964 Tom Cat (en)
- 1965 Cornbread (album) (en)
- 1965 The Gigolo (en)
- 1965 The Rumproller (en)
- 1966 Charisma (en)
- 1966 The Rajah (en)
- 1966 Delightfulee (en)
- 1967 Standards (en)
- 1967 Sonic Boom
- 1967 The Procrastinator (en)
- 1967 The Sixth Sense (en)
- 1968 Caramba! (en)
- 1968 Taru (en)
- 1970 Live at the Lighthouse (en)
- 1971 Lee Morgan (en) (réédité en CD sous l'intitulé The Last Session)

### En tant que coleader
- 1957 Conte Candoli & Lee Morgan: Double or Nothin'

### AvecArt Blakeyet lesJazz Messengers
- 1957 Theory of Art (en)
- 1958 Drums Around the Corner (en)
- 1958 Moanin'
- 1959 Africaine (en)
- 1959 At the Jazz Corner of the World (en)
- 1959 Paris Jam Session
- 1960 Like Someone in Love (en)
- 1960 Meet You at the Jazz Corner of the World (en) (deux volumes)
- 1960 Roots and Herbs
- 1960 The Big Beat
- 1960 A Night in Tunisia
- 1961 A Day with Art Blakey 1961 (en)
- 1961 Art Blakey!!!!! Jazz Messengers!!!!! (en)
- 1961 The Freedom Rider (en)
- 1961 The Witch Doctor (en)
- 1961 Tokyo 1961 The Complete Concerts (en)
- 1964 'S Make It (en)
- 1964 Indestructible
- 1965 Soul Finger (en)
- 1995/6 "Art Blakey's Jazz Messengers" - Lausanne 1960, Part 1&2. Swiss Radio Days,TCB Music.

### Avec Joe Henderson
- 1966 Mode for Joe

### AvecJohn Coltrane
- 1957 Blue Train

### AvecHank Mobley
- 1956 With Donald Byrd And Lee Morgan
- 1956 The Jazz Message of Hank Mobley
- 1958 Peckin' Time
- 1963 No Room for Squares
- 1963 Straight No Filter
- 1965 Dippin'
- 1966 A Slice of the Top

### AvecJimmy Smith
- 1957 House Party
- 1958 The Sermon!

### AvecWayne Shorter
- 1959 Introducing Wayne Shorter
- 1960 The Young Lions
- 1964 Night Dreamer

### AvecAndrew Hill
- 1968 Grass Roots
- 1970 Lift Every Voice